# Liste der Kulturdenkmäler in Lauschied
In der Liste der Kulturdenkmäler in Lauschied sind alle Kulturdenkmäler der rheinland-pfälzischen Ortsgemeinde Lauschied aufgeführt. Grundlage ist die Denkmalliste des Landes Rheinland-Pfalz (Stand: 2. August 2023).

## Einzeldenkmäler
| Bezeichnung                  | Lage                            | Baujahr                              | Beschreibung                                                         | Bild                           |
| ---------------------------- | ------------------------------- | ------------------------------------ | -------------------------------------------------------------------- | ------------------------------ |
| Evangelische Kirche          | Abtweilerstraße Lage            | 1731                                 | barocker Saalbau, 1731                                               | weitere Bilder Fotos hochladen |
| Katholische Kirche St. Georg | Abtweilerstraße Lage            | 1875                                 | romanisierender Saalbau, 1875, Architekt Julius, Lauschied           | Fotos hochladen                |
| Wohnhaus                     | Abtweilerstraße 19 Lage         | 17. oder Anfang des 18. Jahrhunderts | barockes Fachwerkhaus, 17. oder Anfang des 18. Jahrhunderts          | BW                             |
| Spolie                       | Abtweilerstraße, an Nr. 21 Lage | 1631                                 | Wappentafel am ehemaligen Hof der Wolf von Sponheim, bezeichnet 1631 | BW                             |
| Spolie                       | Abtweilerstraße, an Nr. 22 Lage | 1720                                 | reliefierter barocker Portalsturz, bezeichnet 1720                   | Fotos hochladen                |
| Katholisches Pfarrhaus       | Abtweilerstraße 32 Lage         | 1904/05                              | Sandsteinquaderbau, Pyramidendach, bezeichnet 1904/05                | Fotos hochladen                |
| Hofanlage                    | Meisenheimer Straße 18 Lage     | 1881                                 | Einfirsthof; gründerzeitlicher Sandsteinquaderbau, bezeichnet 1881   | Fotos hochladen                |

## Ehemalige Kulturdenkmäler
| Bezeichnung | Lage                    | Baujahr                           | Beschreibung | Bild            |
| ----------- | ----------------------- | --------------------------------- | --- | --------------- |
| Rathaus     | Deslocher Straße 2 Lage | erste Hälfte des 19. Jahrhunderts | Putzbau mit offener klassizistischer Vorhalle, Spritzenraum, erste Hälfte des 19. Jahrhunderts (im Kern älter?); teilweise abgebrochen und aus Denkmalliste gelöscht | Fotos hochladen |